# Parafia Narodzenia Najświętszej Maryi Panny w Bodzanowicach
Parafia Narodzenia Najświętszej Maryi Panny – rzymskokatolicka parafia w Bodzanowicach (gmina Olesno), należąca do dekanatu Gorzów Śląski w diecezji opolskiej.

## Historia parafii
Parafia w Bodzanowicach erygowana została w 1447 roku.
Kościół Narodzenia NMP wspomniany jest w rejestrze świętopietrza z archiprezbiteriatu oleskiego z 1447. Najstarszy zachowany dokument pochodzi z 1666 i jest to pergamin zawierający akt nadania roli, łąk i lasu Kościołowi przez hrabiego Jerzego Adama Gaszynę. Probostwo prowadziło działalność rolniczą do 1954. Do dziś ziemie należące kiedyś do probostwa nazywa się zwyczajowo jako „farskie”. 
Ponieważ nie istniały kroniki parafialne, ok. 1758 ks. Piotr Paweł Koss, proboszcz (1723–1761) bodzanowickiej parafii, spisał dzieje parafii w języku łacińskim i datował odbudowę na rok 1648 (wg Instrumentum Benedictianis wydanym we Wrocławiu w 1649).
W 1934 roku, ta drewniana świątynia została przeniesiona do Ciasnej (powiat Lubliniec). W tym samym roku wybudowano nowy, murowany kościół, który służy wiernym do dziś. 
W 1906 r. powstała w Bodzanowicach placówka sióstr służebniczek NMP. Budynek klasztorny znajdował się w obecnym Ośrodku Zdrowia. W 1934 z inicjatywy proboszcza ks. Izydora Przybysza wybudowano murowany kościół w stylu wiejskiego baroku oraz probostwo. Fundatorami dzwonów byli mieszkańcy Wichrowa. Kościół został poświęcony w 1935 przez delegata biskupa wrocławskiego, ks. prałata Kubisa.
W dniu 20 stycznia 1945 r. przeszedł przez teren parafii front, a Bodzanowice włączono do państwa polskiego jako ziemie odzyskane. W 1948 odmalowano kościół. W 1954 na dwa lata parafię przejął ks. Karol Wypiór. Za jego proboszczostwa wprowadzono dodatkowe lekcje religii, rekolekcje wielkopostne, oraz jako nowość kazania pasyjne głoszone po Gorzkich Żalach. Również w 1954 wysiedlono decyzją władz siostry służebniczki. Zostały one wywiezione do miejscowości Wieliczka. W 1955 wybudowano i poświęcono w kościele organy. W 1956 powrócił do parafii ks. Izydor Przybysz oraz siostry służebniczki NMP. W dniu 6 czerwca 1965 siostry służebniczki NMP zostały przymusowo przeniesione ze swego domu zakonnego z centrum Bodzanowic na peryferie do zabudowań tzw. „Jegrowni”. W 1975 proboszczem parafii został ks. Marian Lubas. W 1977 ks. biskup Alfons Nossol poświęcił nowe dzwony, które powstały w firmie Eugeniusza Felczyńskiego w Przemyślu (poprzednie zagrabiono w czasie wojny). Ks. Lubas założył ogrzewanie na probostwie, w kościele oraz nowym domu katechetycznym (zakonnym), który powstał na bazie byłych zabudowań gospodarczych probostwa. W domu tym zamieszkały w 1981 siostry służebniczki. W 1984 zmarł ks. Izydor Przybysz.
W marcu 1990 roku parafia została właścicielem zniszczonego kościółka protestanckiego. Ze względu na zły stan techniczny obiektu, zostaje on rozebrany, a z odzyskanego materiału powstała kaplica cmentarna, w 1996 roku poświęcona przez księdza biskupa Jana Bagińskiego. W 1958 roku księdzem został obecny ks. biskup senior diecezji gliwickiej Jan Wieczorek (sakrę biskupią otrzymał w 1981 roku, w latach 1981–1992 biskup pomocniczy diecezji opolskiej, w latach 1992–2011 biskup ordynariusz diecezji gliwickiej, od 2011 roku biskup senior diecezji gliwickiej).
Obecnie proboszczem parafii jest ksiądz Jacek Kuczma.
Z parafii w Bodzanowicach pochodzi wielu kapłanów i zakonników. Po wojnie księżmi zostali: ks. Edmund Kwapis, ks. Henryk Maj, ks. Norbert Dragon, ks. Franciszek Jędrak, ks. Alojzy Nowak, ks. Joachim Augustyniok, ks. Sylwester Pruski i o. Waldemar Stanuch. W 1958 księdzem został obecny ks. biskup ordynariusz diecezji gliwickiej Jan Wieczorek (sakra biskupia w 1981). Z parafii wyszło również 39 sióstr zakonnych w pięciu zgromadzeniach. 

## Liczebność i zasięg parafii
Do parafii należy 1864 wiernych będących mieszkańcami następujących miejscowości: Bodzanowice, Nowe Karmonki, Kucoby i Wichrów.

### Szkoły i przedszkola
- Publiczna Szkoła Podstawowa w Bodzanowicach,
- Publiczne Przedszkole w Bodzanowicach,
- Publiczne Przedszkole w Karmonkach Nowych,
- Publiczne Przedszkole w Wichrowie[3].

### Domy zakonne
- Siostry służebniczki NMP.

### Inne kościoły i kaplice
- kaplica w klasztorze sióstr służebniczek NMP.

### Nabożeństwa
- niedziela i święta - godz. 8.00 i 10.00.

## Proboszczowie (po 1945 roku)
- ks. Izydor Przybysz,
- ks. Stanisław Choleczek,
- ks. Marian Lubas,
- ks. Jacek Kuczma[3].